# Anton Kortschuk
Anton Wassyljowytsch Kortschuk (ukrainisch Антон Васильович Корчук, wiss. Transliteration Anton Vasylʹovyč Korčuk; geboren am 4. August 2004) ist ein ukrainischer Skispringer.

## Werdegang
Anton Kortschuk trat in der zweiten Hälfte des Jahres 2019 in ersten von der Fédération Internationale de Ski organisierten Wettbewerben, hauptsächlich im FIS Cup, international in Erscheinung. Im Januar 2020 war er Teilnehmer bei den Olympischen Jugend-Winterspielen 2020 in Lausanne und belegte im Einzelspringen von der Normalschanze den 28. Platz. Wenige Wochen später trat er auch bei den Nordischen Junioren-Skiweltmeisterschaften 2020 in Oberwiesenthal an. Im Einzelwettbewerb von der Normalschanze erreichte er dort den 45. und im Mixed-Team-Springen gemeinsam mit Witalina Herassymjuk, Tetjana Pylyptschuk und Jurij Janjuk den 15. Rang für das ukrainische Team.
Im Winter 2020/21 nahm er an den Nordischen Junioren-Skiweltmeisterschaften 2021 teil und wurde 40. im Einzelspringen von der Normalschanze. Kortschuk war auch bei den Nordischen Skiweltmeisterschaften 2021 in Oberstdorf am Start. Dabei scheiterte er in beiden Einzelspringen an der Qualifikation für den jeweiligen Wettbewerb. Von der Normalschanze schied er auf dem 65. Platz, von der Großschanze nach einer Disqualifikation wegen eines nicht regelkonformen Sprunganzuges jeweils in der Qualifikation aus. Im Teamwettkampf der Männer schied er an der Seite von Jewhen Marussjak, Andrij Waskul und Witalij Kalinitschenko auf dem 13. Platz im ersten Durchgang aus.
Im Sommer 2021 gab Kortschuk am 17. Juli mit einem 52. Platz bei einem Wettbewerb im finnischen Kuopio sein Debüt im Skisprung-Continental-Cup. Im Winter erreichte er am 4. beziehungsweise 5. Dezember 2021 im chinesischen Zhangjiakou mit einem 28. beziehungsweise 29. Platz seine ersten beiden Punkteplatzierungen in dieser Wettbewerbsserie. Für die Olympischen Winterspiele 2022 an gleicher Stelle wurde er als einer von drei Skispringern neben Witalij Kalinitschenko und Jewhen Marussjak für das ukrainische Team nominiert. Er schied jedoch sowohl auf der Normal-, als auch auf der Großschanze bereits in der Qualifikation aus.
Bei den Nordischen Juniorenskiweltmeisterschaften 2022 im polnischen Zakopane wurde er im Einzelwettbewerb 39.